# 알렉산더 줄처
알렉산더 줄처(독일어: Alexander Sulzer, 1984년 5월 30일 ~ )는 독일의 아이스하키 선수, 지도자로 포지션은 수비수이다. 현역 시절에 내셔널 하키 리그(NHL)와 도이체 아이스하키 리가(DEL)에서 활동했다.